# Лобач-Жученко, Борис Михайлович
Борис Михайлович Лобач-Жученко (6 июля 1875 г., Санкт-Петербург — 28 мая 1938 г., Таруса) — русский и советский учёный в области механики, профессор Московского механико-электротехнического института имени М. В. Ломоносова, моряк, писатель, автор книг по истории механики, морского флота и авиации. Внук и приёмный сын украинской и русской писательницы Марко Вовчок, отец советского яхтмена Бориса Лобач-Жученко.

## Биография
Борис Михайлович Лобач-Жученко родился 6 июля 1875 г. вне брака у математика Богдана Афанасьевича Марковича (1853—1915) и Елизаветы Ивановны Корнильевой (1854 −1912). Мать скрыла от родителей беременность и рождение сына. Позже, рассорившись с Б. А. Марковичем, отдала сына на воспитание свекрови — известной украинской писательнице Марко Вовчок (1833—1907). Позднее, 28 июля 1891 г. Б. М. Лобач-Жученко был официально усыновлен бабушкой и её вторым мужем, Михаилом Демьяновичем Лобач-Жученко (1850—1927).
Б. М. Лобач-Жученко окончил Саратовское Александро-Мариинское реальное училище (1894 г.) и Санкт-Петербургский Технологический институт императора Николая I (1899 г)., после чего был зачислен во флот младшим инженер-механиком (31 августа 1899 г.). В октябре 1899 г. был приписан к эскадре Тихого океана. С февраля 1900 г. по июнь 1902 г. являлся судовым механиком крейсера I ранга «Владимир Мономах», минного крейсера «Всадник», портового судна «Силач» и крейсера II ранга «Забияка». Участвовал в китайском походе 1900—1901 гг.
После перевода на Балтийский флот и производства в помощники старшего инженер-механика (6 декабря 1903 г.), Б. М. Лобач-Жученко был назначен трюмным механиком эскадренного броненосца «Петр Великий». В августе-октябре 1904 г. проходил службу в качестве судового механика на миноносце № 119. 1 января 1905 г. был переименован в штабс-капитаны корпуса инженер-механиков флота. Являясь наблюдающим по механической части за постройкой минных крейсеров, был уволен от службы «по домашним обстоятельствам» в чине капитана (9 января 1906 г.), по утверждениям некоторых биографов — за участие в политических демонстрациях и митингах во время Первой русской революции.
С 1 июля 1906 г. работал заведующим мастерскими Санкт-Петербургских соединённых училищ дальнего плавания и механиков торгового флота императора Петра I, и одновременно обучался в Императорском археологическом институте. Вновь определён на службу штабс-капитаном корпуса инженер-механиков флота (4 июня 1908 г.) и назначен младшим отделенным начальником Морского инженерного училища императора Николая I. 18 апреля 1910 г. Б. М. Лобач-Жученко был произведен в капитаны корпуса инженер-механиков флота, а с 6 декабря 1914 г. стал инженер-механиком капитаном 2-го ранга.
После начала Первой мировой войны, в августе 1914 г., Б. М. Лобач-Жученко был назначен наблюдающим по механической части за постройкой кораблей на Невском судостроительном заводе, затем работал уполномоченным морского ведомства на заводах Москвы (1915—1919 гг.). Во время Гражданской войны служил начальником учебной части Управления военно-морских учебных заведений (1919—1921 гг.) и инженером для поручений при редакции журнала «Воздушный флот» (1921—1922 гг.). Уволен из кадрового состава РККФ в 1922 г.
С 1921 по 1927 гг. Б. М. Лобач-Жученко занимался преподавательской деятельностью. Был профессором Ломоносовского механического института, в 1922 году организовал судомеханическое отделение при его механическом факультете. С 1925 г. читал курс «Двигатели» в Московской горной академии, преподавал в Московском механико-машиностроительном институте имени Н. Э. Баумана. Кроме того, до 1926 г. работал инженером по стандартизации в Главметалле ВСНХ, а с октября 1926 г. до июля 1927 г. был заведующим теплотехникой Центрального правления Совторгфлота.
В июле 1927 г. был арестован и осужден по ст. 58 п. 6 УК РСФСР на 5 лет заключения в Соловецкие лагеря особого назначения ОГПУ. В конце 1929 г. был переведён в трудовую коммуну № 1 ОГПУ в Болшево, под Москвой, где работал преподавателем в техникуме. В 1933 г. с него была снята судимость. Участвовал в переходе парохода «Челюскин» из Ленинграда в Мурманск (1933), пытался доказать специальной комиссии, созданной для определения пригодности парохода «Челюскин» к длительному плаванию в Арктике, что корпус «Челюскина» не сможет выдержать сжатия во льдах. В 1936 г. совершил плавание на учебном судне «Товарищ».
Скончался 28 мая 1938 г. от тяжёлого сердечного заболевания в г. Тарусе, там же похоронен.

## Избранные труды
Борис Михайлович Лобач-Жученко — автор более 20 монографий и более 200 газетных и журнальных статей.
- Порт-Артур. 1904.
- Морские паровые турбины : Их описание, применение на судах и расчет. 1907.
- Морские паровые машины : Атлас чертежей : Курс С.-Петерб. училища механиков торг. флота. 1908.
- Судовые двигатели внутреннего сгорания. 1913.
- Судовые двигатели внутреннего сгорания. Атлас : Атлас чертежей… 1913.
- Судовые двигатели внутреннего сгорания. [Ч. 1]. 1913.
- Судовые двигатели внутреннего сгорания. [Ч. 2]. 1913.
- Школа пароходного механика и машиниста : Описание пароход. машин, котлов и вспомогат. механизмов, уход за ними и ремонт. 1916.
- Авиационные двигатели : Курс описательный. 1921.
- Авиационные двигатели : Курс описательный. Ч.1. 1921.
- По волнам океана. 1924.
- Развитие авиационных двигателей и их современное состояние. 1924.
- Современные авиационные моторы и их производство. 1924.
- Что такое авиационный мотор, как он устроен и работает. 1924.
- От челнока до океанского парохода. 1924.
- Как устроен и работает авиационный двигатель. 1925.
- Что такое авиационный мотор, как он устроен и работает. 1925.
- Воздушные сообщения и перелеты через моря и океаны. 1925.
- Авиамотор, его устройство и применение. 1925.
- Замечательные путешествия и географические открытия. 1926—1927
- Краткий описательный курс двигателей внутреннего сгорания : Для Т. У.З., техникумов, профтехн. курсов и для самообразования. 1926.
- Побежденное пространство : Успехи соврем. транспорта. 1926.
- Успехи строительной техники. 1926.
- Пути сообщения. 1926.
- Замечательные путешествия и географические открытия. Вып.1 : Путешествия древних времен и открытие Америки. 1926.
- Замечательные путешествия и географические открытия. Вып.2 : Дальнейшее открытие Америки и завоевание её европейцами. Путешествия в Тихом океане и открытие Австралии. 1926.
- Замечательные путешествия и географические открытия. Вып.3 : Путешествия в Центральную Азию и Китай. 1926.
- «Наутилус и современная подводная лодка». 1927.
- Замечательные путешествия и географические открытия. Вып.4 : Путешествия в Центральную Африку и путешествия в полярные области к полюсам. 1927.
- Военно-морской флот. 1927.
- Краткий описательный курс двигателей внутреннего сгорания : Для техникумов, ФЗУ, профтехнич. школ, курсов и для самообразования : С 115 черт. в тексте. 1927.
- От челнока до океанского теплохода. 1928.
- Спутник молодого механика… : С 301 рис. и черт. 1928.
- Авиамоторы, их устройство, работа и производство : С 75 рис. в тексте. 1928.
- Школа пароходного механика и машиниста : Описание пароходных машин, котлов и вспомогательных механизмов, их работа, уход за ними и ремонт. 1929.
- Школа пароходного механика и машиниста : Описание пароходных машин, котлов и вспомогательных механизмов. Их работа, уход за ними и ремонт. 1929.
- Спутник молодого механика… : С 300 рис. и черт. 1930.
- Школа теплоходного механика и судового моториста : Устройство и обслуживание судовых двигателей Дизеля, нефтяных с запальным шаром и бензино-керосиновых : С 611 черт. 1931.
- Школа пароходного механика и машиниста : Описание пароходных машин, котлов и вспомогательных механизмов, их работа, уход за ними и ремонт. 1931 на обл: 1932.
- Школа теплоходного механика и судового моториста : Устройство и обслуживание судовых двигателей дизеля, нефтяных с запальным шаром и бензино-керосиновых : С 697 черт. 1932
- Школа теплоходного механика и судового моториста : Устройство и обслуживание судовых двигателей дизеля, нефтяных с запальным шаром и бензино-керосиновых : С 697 черт. : Учебн. пособие для водн. техникумов. 1932.
- Двигатели рыболовных судов : Учеб. пособие для мотористов : Допущено Наркомснабом СССР. 1933.
- Школа пароходного механика и машиниста : Описание пароходных машин, котлов и вспомогательных механизмов : Их работа, уход за ними и ремонт : Учеб. пособие для техникумов : Утв. Нар. ком. водного транспорта. 1934.
- Школа судового механика : Ч. 1.-1935.
- Учебник судового моториста для школ ФЗУ : Утв. Нар. ком. вод. трансп. 1935.
- Школа судового механика : Ч. 1-. Ч. 1 : Судовые паровые турбины. 1935.
- Школа теплоходного механика и судового моториста : Устройство и обслуживание судовых двигателей дизеля, нефтяных с запальным шаром и бензино-керосиновых. 1936.
- Электроходы. 1937
- Судовые двигатели Дизеля. 1937.
- Паровые машины морских судов. 1937.
- Судовые водотрубные котлы. 1937.
- Паровые машины речных судов. 1937.
- Судовые цилиндрические котлы. 1937.
- От челнока до электрохода : История развития морского флота. 1938.
- Теплоходы : Описание океанских, морских и речных пассажирских, грузовых рефрижераторных, наливных, буксирных и специальных теплоходов. 1938
- Учебник судового моториста : Для школ ФЗУ : Утв. Нар. ком. вод. трансп. 1938.
- Техническая механика. Высший педагогический институт прикладной экономики и товароведения. Заочный сектор (Москва). Б. г.
- Паровые котлы : Конспект лекции к серии диапозитивов № 153 Б. г

## Семья
Борис Михайлович Лобач-Жученко был женат на Елизавете Николаевне Вальковой (1878—1949 гг.). Марко Вовчок категорически возражала против этого брака, поэтому молодые обвенчались без родительского благословения. В госархиве Саратовской области в метрической книге церкви села Михайловка Саратовского уезда сохранилась актовая запись от 1 сентября 1896 года об их бракосочетании. После этого Б. М. Лобач-Жученко, который тогда был студентом 3 курса, был лишен содержания, но добыл в Саратовской полиции «свидетельство о бедности», избавлявшее его от платы за обучение в институте. Молодожены зарабатывали на жизнь выполнением курсовых работ и проектов для богатых студентов: муж составлял расчеты и чертежи, жена переписывала и обводила тушью проекты.
В браке родилось пятеро детей: сыновья Борис и Михаил, дочери Елизавета, Мария и Екатерина.
Борис Борисович Лобач-Жученко — российский и советский яхтсмен, организатор спорта, автор книг по теории и практике парусного спорта, историк, участник Гражданской и Великой Отечественной войн, советский офицер морской авиации.
Михаил Борисович Лобач-Жученко, как и брат, также стоял у истоков советского яхтенного спорта, автор книги «Основные элементы кораблей и судов». В годы войны — инженер-капитан 2 ранга, флагманский инженер-механик Балтийского флота, награждён орденами и медалями.
Мария Борисовна Лобач-Жученко (Волкова) родилась в 1901 г., окончила Ленинградский государственный университет, искусствовед. В июне 1927 г. арестована в Ленинграде, позднее освобождена с ограничением проживания («минус шесть»). Поселилась в Тарусе. Благодаря ходатайству Помполита получила проживание без ограничений, вернулась в Ленинград и продолжила научную деятельность. Вышла замуж за Николая Николаевича Волкова, двое детей, сыновья Борис и Николай. Скончалась в 1997 г.

## Признание
- Орден Святого Станислава III степени (1911),
- Орден Святой Анны III степени (1915),
- Орден Святого Станислава II степени (1916),
- Бронзовая медаль «В память военных событий в Китае 1900—1901 годов» (1910),
- Медаль «В память 300-летия царствования дома Романовых» (1913),
- Медаль «В память 200-летия морского сражения при Гангуте» (1915)[5].